# Molophilus hyrcanus
Molophilus hyrcanus là một loài ruồi trong họ Limoniidae. Chúng phân bố ở miền Cổ bắc.